# 군소 정당
군소 정당(群小政黨, minor party, fringe party)이란 소규모의 정당을 가리키는 말로, 보통 주요 의회에 의석이 없는 원외정당이나 의석 수가 적은 정당을 말한다.

## 같이 보기
- 정당